# Justinian Marina
Justinian Marina (nato Ioan Marina; Suiești, 22 febbraio 1901 – Bucarest, 26 marzo 1977) è stato un arcivescovo ortodosso rumeno.

## Primi anni, formazione e ministero sacerdotale
Ioan Marina nacque a Suiești, all'epoca nel comune di Pesceana e oggi in quello di Stănești, il 22 febbraio 1901 in una famiglia di agricoltori. Sua madre voleva che diventasse sacerdote e dato l'inclinazione naturale all'insegnamento nel 1915 entrò nel seminario teologico "San Nicola" di Râmnicu Vâlcea. Nel 1923 si laureò e lo stesso anno ottenne il diploma di insegnante dopo aver superato un esame presso la Scuola Normale di quella città.
Il 1º settembre 1923 iniziò a lavorare come insegnante presso la scuola elementare del villaggio di Glăvile, nel distretto di Vâlcea. Dopo un anno, il 1º settembre 1924, venne trasferito, sempre come insegnante, alla scuola elementare del comune di Băbeni. Il 14 ottobre 1924 si sposò con Lucretia Popescu, figlia del sacerdote Pavel Popescu e originaria del comune di Braloştiţa, nel distretto di Dolj. In seguito venne ordinato prete a Băbeni.
Nel 1925 entrò come studente nella Facoltà di teologia di Bucarest, ottenendo la laurea in teologia nel 1929. L'anno successivo si dimise dal lavoro di insegnante per dedicarsi al servizio pastorale. Notando che il giovane sacerdote aveva proprietà che superavano l'ambito di attività di un prete di villaggio, Vartolomeu Stănescu, arcieparca di Râmnic, lo chiamò a sé e il 1º novembre 1932 lo nominò direttore del seminario teologico "San Nicola" di Râmnicu Vâlcea. In pari data venne inviato come ministro nella cattedrale di Râmnicu Vâlcea.
Il 1º settembre 1933, su sua richiesta, fu trasferito nella parrocchia di San Giorgio a Râmnicu Vâlcea, che era vacante. Nel 1935 venne nominato confessore degli scout di Râmnicu Vâlcea e nel 1936 catechista.
All'età di 34 anni subì la perdita di sua moglie, che morì il 18 novembre 1935, all'età di 27 anni. Rimasto vedovo, non si risposò e allevò i suoi due figli, Silvia e Ovidiu.
Il 25 agosto 1939 fu trasferito dalla direzione del seminario alla direzione della tipografia eparchiale. In soli otto mesi riuscì a pagare tutti i debiti ai fornitori degli anni precedenti e a ripristinare la fiducia nei confronti della tipografia da parte del mercato della stampa. Nella primavera del 1940, consegnò la tipografia, a quel punto senza debiti, al nuovo Metropolita di Craiova. Rifiutò di andare in quella città, essendo addolorato per la destituzione dell'eparchia di Râmnic avvenuta il 7 novembre 1939.
In riconoscimento dei suoi meriti, raggiunti in venti anni di sacerdozio, fu eletto membro nel consiglio centrale dell'Associazione generale del clero di Romania. Il Ministero degli affari religiosi, su proposta della Chiesa metropolitana di Craiova, gli conferì un'onorificenza al merito culturale per la Chiesa.

## Arcivescovo e metropolita di Iași
Il futuro patriarca deve la sua ascesa all'interno della gerarchia ecclesiastica al fatto che aiutò il leader comunista Gheorghe Gheorghiu-Dej a nascondersi nella canonica della chiesa di San Giorgio dopo la fuga di quest'ultimo dal campo di internamento di Târgu Jiu nel 1944. Come Ion Gheorghe Maurer ricordò in seguito: "Dopo aver passato Craiova in macchina, a circa 30 chilometri, ci fermammo in un villaggio dove venimmo tenuti da un prete che era lui stesso comunista. La macchina tornò a Craiova e restammo in quel villaggio circa tre giorni finché arrivò un'altra auto da Bucarest, per portarci nella capitale".
Il metropolita di Moldavia Irineu Mihălcescu, eletto il 29 novembre 1939, era malato e aveva un disperato bisogno di una persona giovane, energica e in grado di aiutarlo a ripristinare diocesi, gravemente colpita dalle distruzioni della seconda guerra mondiale. Il suo vicario Valeriu Moglan Botosaneanul era vecchio e riusciva a malapena a far fronte all'amministrazione dell'ospedale di Iași. Nella primavera del 1945 Irineu Mihălcescu chiese al Ministero degli affari religiosi di istituire un secondo posto di assistente vescovo per la Chiesa Metropolitana di Moldavia. Approvata la richiesta, propose l'elezione alla carica dell'allora parroco Ioan Marina. Il metropolita lo conosceva bene, dopo averlo avuto come studente e averlo incontrato mentre era assistente vescovile a Râmnic e poi assistente metropolitano a Craiova.
Nella riunione del 30 luglio 1945 il Santo Sinodo, a seguito delle ricerche e dell'esame canonico, approvò l'elezione di Ioan Marina a secondo assistente vescovo della Metropolia di Moldavia e gli diede il grado gerarchico di Vaslui.
L'11 agosto 1945 ricevette la tonsura monastica nel monastero Cetatuia, ricevendo il nome di Justinian e il grado di archimandrita. Il giorno successivo ricevette l'ordinazione episcopale nella cattedrale metropolitana di Iași dal metropolita di Moldavia Irineu Mihălcescu, co-consacranti gli eparchi Antim Nica e Valeriu Moglan Botosaneanul.
Il 16 agosto 1947, il vescovo Irineu Mihălcescu, essendo anziano e malato, si ritirò. Il patriarca Nicodim Munteanu lo nominò quindi locum tenens fino a quando il Santo Sinodo non avesse eletto un successore. Riunitosi il 19 novembre 1947 a Bucarest, sotto la presidenza del metropolita di Transilvania Nicolae Balan, in assenza del patriarca Nicodim Munteanu, convalescente nel monastero Neamt, il Santo Sinodo lo elesse arcivescovo di Iaşi e metropolita di Moldavia. Prese possesso della cattedra il 28 dicembre 1947 alla presenza di un gruppo di vescovi, sacerdoti e diaconi, dei membri del Santo Sinodo, dei rappresentanti delle autorità statali e locali e di numerosi fedeli.
Nei tre anni trascorsi a Iași come vicario del vescovo e poi come metropolita di Moldavia, Justinian compì enormi sforzi per ricostruire la diocesi, gravemente danneggiata dalla seconda guerra mondiale e bruciata dalla siccità. Riorganizzò la sezione economica del centro diocesano, in modo da garantire una migliore amministrazione e controllo delle risorse e stabilì obiettivi chiari per le altre sezioni (amministrativa e culturale).
Fece restaurare la cattedrale e la residenza metropolitana, nonché gli edifici vicini, che erano stati segnati dai proiettili e dalle bombe e lasciati senza finestre, con pareti screpolate e buchi nei tetti. Molti oggetti all'interno erano sparsi e in parte andati perduti. Riportò questi edifici in uno stato ben funzionante e rimise in attività la fabbrica diocesana di candele che aveva quasi cessato di operare durante la guerra. Allo stesso tempo, assunse giovani monaci virtuosi per servire nella cattedrale, nominando l'archimandrita Teoctist Arăpașu al ruolo di ecclesiarca.
Tra il 1946 e il 1947 una grave siccità colpì la Moldavia, aumentando la miseria lasciata dalla guerra. Il metropolita Justinian organizzò la prima processione con l'urna contenente le reliquie di Santa Parascheva, conservata da allora a Iași. Le reliquie si fecero strada attraverso i villaggi deserti dei distretti di Iaşi, Vaslui, Roma, Bacău, Putna, Neamț, Baia e Botoșani. Le offerte raccolte in questa occasione furono distribuite, sulla base delle decisioni del metropolita, agli orfani, alle vedove, agli invalidi, alle mense scolastiche, alle chiese in costruzione e ai monasteri per nutrire gli ammalati e i monaci vecchi o deboli.
Il 27 febbraio 1948, il patriarca Nicodim morì all'età di 83 anni in condizioni ritenute sospette da alcuni storici. Lasciò vacante la sede dell'arcivescovo di Bucarest, metropolita di Ungraclachia e patriarca di tutta la Romania. Per dirigere la Chiesa in questi tempi incerti, si cercava un uomo che avesse una mente lucida e penetrante, uno spirito organizzativo e che fosse giovane, sufficientemente energico per difendere la Chiesa dai tentativi del regime comunista di smantellarla.

## Patriarca della Chiesa ortodossa rumena

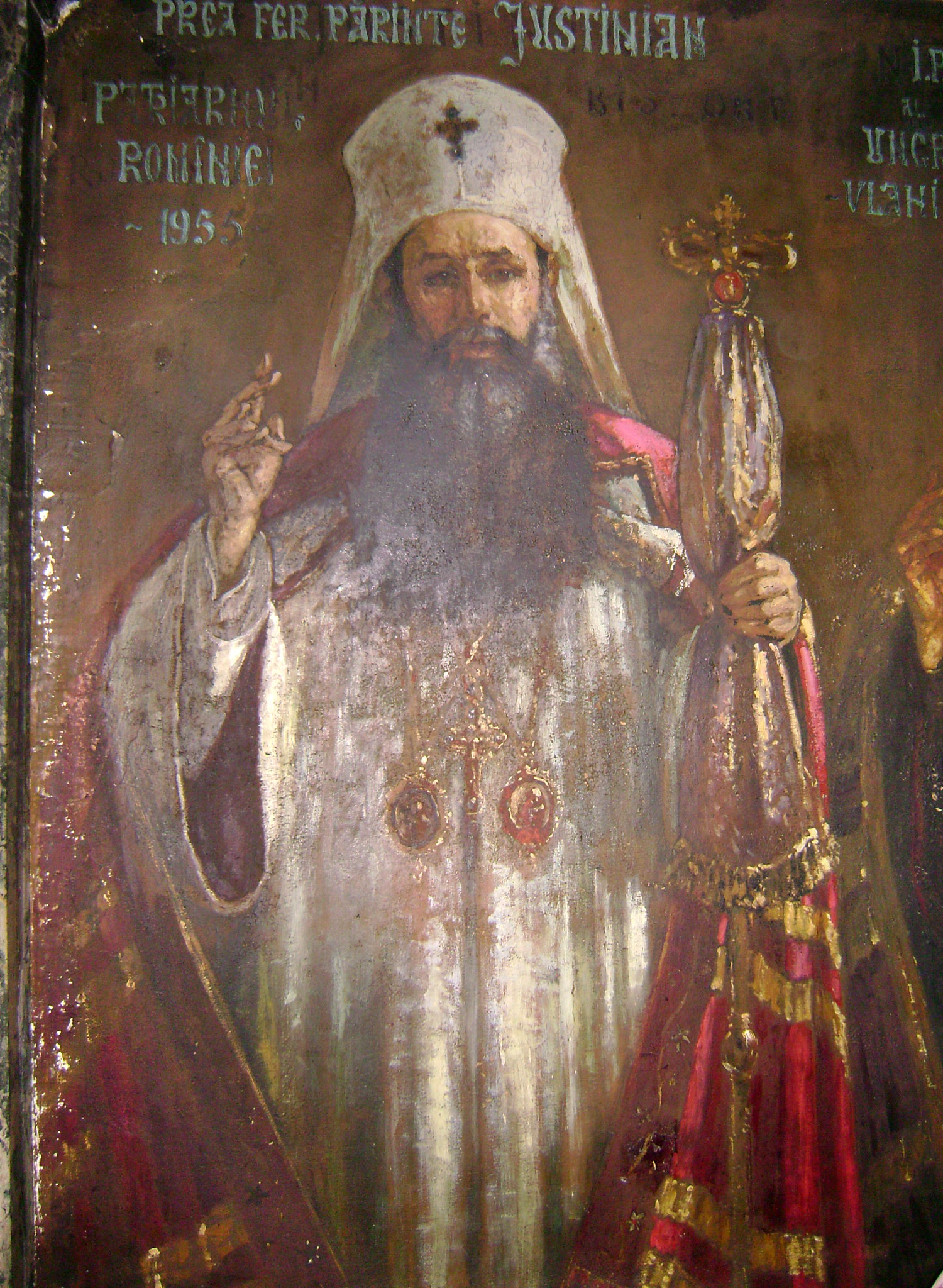
Dipinto del patriarca all'interno delle mura della nuova chiesa di San Spiridione a Bucarest.

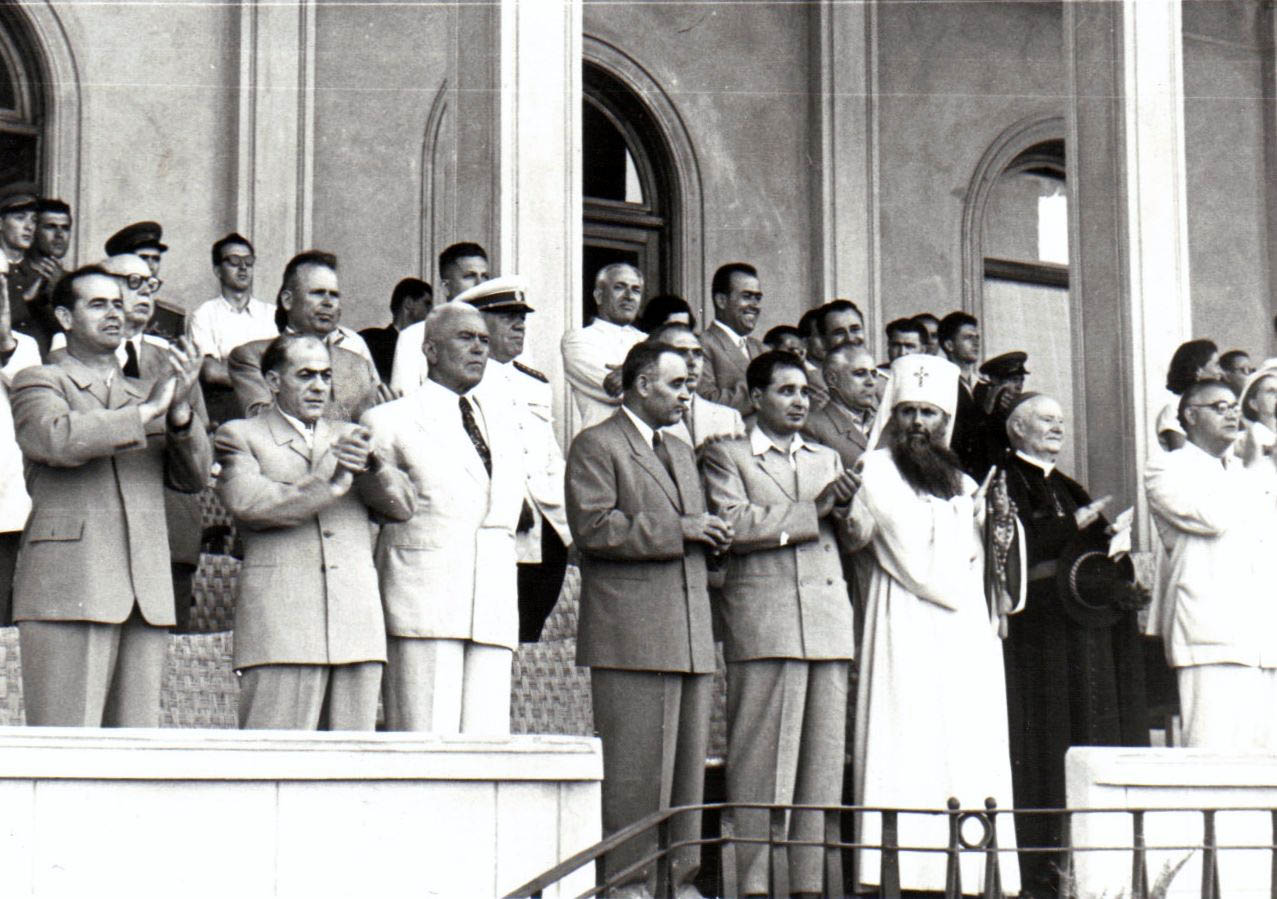
Il patriarca Justinian e alcuni gerarchi comunisti allo stadio "23 agosto" durante l'apertura del Festival mondiale della gioventù e degli studenti del 1953.

Il grande collegio elettorale ecclesiastico, riunitosi a Bucarest il 24 maggio 1948, elesse Justinian Marina arcivescovo di Bucarest, metropolita di Ungraclachia e patriarca di tutta la Romania. Una dichiarazione del Sinodo disse che "si è mostrato degno per la sua devozione all'Ortodossia, attraverso il suo instancabile lavoro di ministero fino ad ora, un fecondo lavoro a favore del popolo e della Chiesa, una tenerezza parentale piuttosto nota, mostrando attraverso l'adempimento di tutti i compiti e doveri ai quali è stato assegnata un'obbedienza imperturbabile verso il Santo Sinodo e le leggi del Paese".
Il 6 giugno 1948, durante la cerimonia di intronizzazione, svoltasi tra l'auditorium del Palazzo del Parlamento e la nuova chiesa di San Spiridione a Bucarest, il neo-patriarca presentò il suo programma di lavoro. Tra i suoi obiettivi c'erano: la preparazione del clero allo spirito dell'Ortodossia e alle esigenze del tempo; la restaurazione del monachesimo rumeno; la riorganizzazione dell'educazione teologica; l'abolizione della Chiesa greco-cattolica rumena e l'integrazione dei fedeli di questa Chiesa nella Chiesa ortodossa rumena; il reincarnare legami fraterni con tutte le Chiese ortodosse; la promozione delle relazioni ecumeniche con le Chiese cristiane, ecc.
In risposta alla chiamata del patriarca Justinian rivolta ai credenti greco-cattolici, il 1º ottobre 1948 37 sacerdoti e arcipreti greco-cattolici si riunirono in un ginnasio a Cluj-Napoca per firmare una dichiarazione secondo la quale si sarebbero convertiti alla Chiesa ortodossa rumena, poiché non desideravano più ricevere ordini dalla "Roma imperialista". Due giorni dopo, i loro emissari si presentarono al Santo Sinodo a Bucarest sotto scorta della polizia, chiedendo di essere ricevuti nell'Ortodossia. Prima di questo, erano stati licenziati dal loro superiore, il vescovo Iuliu Hossu. Come evidenzia il riferimento all'imperialismo, questa fu una mossa politico-religiosa, in sintonia con la Guerra fredda. Questo impediva all'Occidente una possibile influenza sulla Romania.
Il 21 ottobre 1948 il Ministero dell'interno organizzò una grande assemblea popolare ad Alba Iulia. Parteciparono 20 000 sacerdoti greco-cattolici (compresi quelli che avevano firmato la dichiarazione a Cluj-Napoca) e i laici di tutta la Transilvania. Essi vennero ricevuti solennemente nella Chiesa ortodossa rumena.
Nonostante tutte le difficoltà, nei 29 anni di patriarcato, ci furono una serie di eventi e cambiamenti che elevarono il prestigio della Chiesa ortodossa rumena nel mondo cristiano e nei fatti Justinian divenne una figura rappresentativa di tutta l'Ortodossia.
Tra il 19 e il 20 ottobre 1948 il Santo Sinodo votò lo statuto di organizzazione e funzionamento della Chiesa ortodossa rumena, riorganizzata in un patriarcato, 5 metropolie, 13 eparchie e 2 diocesi rumene della "diaspora".
Nel 1950 il Santo Sinodo decise, per la prima volta, di canonizzare diversi gerarchi rumeni, monaci e credenti devoti e di generalizzare il culto di alcuni santi le cui reliquie si trovano in Romania. La loro solenne canonizzazione ebbe luogo nel 1955.
Creò strutture di assistenza sociale per vecchi preti e monaci (Dealu), e per suore e mogli di preti (Viforâta). Nel 1948 l'educazione teologica ortodossa fu riorganizzata. Da allora e fino al 1989 esistettero due istituti teologici di livello universitario (a Bucarest e Sibiu) e sei seminari teologici (a Bucarest, Buzău, nel monastero Neamţ, Cluj-Napoca, Craiova e Caransebeş).
Mantenne legami con altre Chiese ortodosse e altre Chiese cristiane. A capo delle delegazioni sinodali, visitò le seguenti Chiese ortodosse: Russia (più volte), Georgia (nel 1948), Serbia (nel 1957), Bulgaria (nel 1953, 1966 e 1971), Costantinopoli (nel 1968), Alessandria (nel 1971), Gerusalemme (nel 1975) e Grecia (nel 1963, 1971 e 1975).
Avviò rapporti con Chiese orientali antiche attraverso visite reciproche. Justinian si recò al Patriarcato armeno di Echmiadzin (1958 e 1966), alla Chiesa ortodossa etiope (1969 e 1971), alla Chiesa ortodossa copta (1969 e 1971) e alla Chiesa ortodossa siriaca del Malankara (1969). Avviò e mantenne relazioni con un certo numero di Chiese cattoliche nazionali. A capo di delegazioni sinodali visitò infatti l'Austria nel 1969, la Germania nel 1970 e il Belgio nel 1972. Nel 1966 visitò anche la Chiesa d'Inghilterra.
In cambio, le delegazioni di tutte queste Chiese visitarono il patriarca e la sua Chiesa. Nel 1961 la Chiesa ortodossa rumena rientrò nel Consiglio ecumenico delle Chiese e da allora partecipò ad altre organizzazioni ecumeniche, come la Conferenza delle Chiese europee.
Nel 1962 rifiutò l'invito a inviare osservatori al Concilio Vaticano II, criticando la Chiesa cattolica per l'aver ordinato vescovo Vasile Cristea, nominato anche visitatore apostolico per i fedeli greco-cattolici rumeni della diaspora.
Il Patriarca Justinian pubblicò dodici volumi intitolati: Apostolat social (Bucarest, 1948-76), contenenti le sue lettere pastorali, i suoi discorsi e gli articoli da lui scritti. Comparvero nuovi periodici ecclesiastici o vennero rinnovati quelli esistenti: Biserica Ortodoxă Română (dal 1874), Ortodoxia, Studii Teologice , Glasul Bisericii (della metropolia di Ungro-Vlachia), Mitropolia Moldovei şi Sucevei, Mitropolia Ardealului, Mitropolia Olteniei, Mitropolia Banatului e una serie di periodici a cura delle comunità ortodosse rumene all'estero.
Sotto il suo patriarcato fu rieditata la Bibbia sinodale nel 1968 e nel 1975; il Nuovo Testamento; tutti i libri di devozione, ciascuno in più edizioni; quasi tutti i libri di testo necessari per l'insegnamento teologico superiore e seminariale. Apparve una serie di opere teologiche o storiche scritte da vescovi, professori di teologia e sacerdoti, oltre a tesi di dottorato.
Durante il patriarcato di Justinian furono costruite 302 nuove chiese e altre 2345 furono riparate o restaurate. Di queste, 999 erano monumenti storici e di queste 128 erano monasteri, skite e altre comunità monastiche. Anche le nuove chiese furono dipinte, mentre altre 271 chiese restaurarono i loro quadri.
Dalla sua intronizzazione alla sua morte, come scrive Mihai Urzică, "di fronte alle avversità a cui la Chiesa fu sottoposta, il patriarca Justinian si dimostrò un abile diplomatico e cercò, per quanto poteva, di resistere agli attacchi lanciati contro la casa del Signore. Mantenne una stretta unità tra le file del clero, fornì sostegno ai sacerdoti che erano detenuti politici e ai monaci rilasciati dal carcere e restaurò molte chiese e monasteri, resistendo alle sanzioni, alle minacce e persino agli arresti domiciliari ai quali, per un tempo, fu sottoposto". Infatti quando il patriarca Justinian protestò contro il decreto n° 410 del 19 novembre 1959, che ordinava che i nuovi monaci dovessero avere almeno 55 anni e le suore almeno 50, e per il quale circa 5000 monaci furono rimossi dai loro monasteri, fu inviato con la forza alla skita di Dragoslavele per sei mesi.
Il patriarca Justinian morì a Bucarest la sera del 26 marzo 1977 all'età di 76 anni, dopo una malattia dolorosa e un lungo periodo di ospedalizzazione. Fu sepolto nella tomba che aveva preparato con cura nella parete interna del monastero di Radu Voda a Bucarest. Il monastero, risalente al XVI secolo, era stato ampiamente rinnovato tra il 1969 e il 1974 su sua iniziativa. Sulla croce fissata al muro, il patriarca chiese che fosse incisa la seguente iscrizione: "Ho combattuto la buona battaglia, ho custodito la fede, ho raggiunto la fine della strada della vita, da ora in poi mi attende la ricompensa della giustizia; il Signore, il giusto Giudice, me la darà in quel giorno".

## Collaborazione con enti statali durante il regime comunista
Sotto la guida del patriarca Justinian fu avviata la collaborazione della Chiesa ortodossa rumena con l'autorità comunista. Il patriarca promosse l'idea che la storia segue le leggi di Dio, e una di queste leggi è la lotta di classe. Lo scrittore polacco Czesław Miłosz, vincitore del premio Nobel per la letteratura, cita il patriarca Justinian nel suo libro Prigioniero pensieroso.
"Stalin, il leader del Partito Comunista, adempie la legge della storia, in altre parole agisce come Dio desidera, ed è per questo che dobbiamo obbedire a lui". Queste argomentazioni furono spesso usate dal clero soggetto al Partito comunista. In un'occasione Justinian disse: "Cristo è l'uomo nuovo. L'uomo nuovo è l'uomo sovietico. Pertanto, Cristo è sovietico".
Lo scrittore americano Christopher Hitchens concorda anche sul fatto che il patriarca Justinian sia stato uno strumento del sistema comunista. Hitchens scrive in God Is not Great: "La gente come Marina è stata indubbiamente odiosa e pietosa allo stesso tempo".
Il patriarca Justinian è anche criticato per il non aver preso le difese dei fedeli, dei sacerdoti e dei vescovi della Chiesa greco-cattolica rumena duramente perseguitati dal regime comunista.